# لارس إنغلوند
لارس إنغلوند (بالسويدية: Lars Englund) هو فنان سويدي، ولد في 6 مايو 1933 في ستوكهولم في السويد.